# یوری چبان
یوری چبان (اوکراینی: Юрій Володимирович Чебан؛ زادهٔ ۵ ژوئیه ۱۹۸۶) قایقران کانو اهل اوکراین است.
وی در مسابقات کشوری و بین‌المللی در مجموع برندهٔ ۴ مدال طلا، ۴ مدال نقره، ۶ مدال برنز شده‌است.